# So Pure
«So Pure» — песня Аланис Мориссетт в стиле поп-рок с альбома Supposed Former Infatuation Junkie (1998). Сингл, по счету четвёртый, вышел 10 августа 1999 (см. 1999 в музыке), и and it is uptempo and reminiscent in sound to the dance pop music Morissette recorded before her third album Jagged Little Pill (1995). В песне встречается фраза «supposed former infatuation junkie», впоследствии ставшая названием для альбома. Сингл попал на радио 29 июня и не пользовался большим успехом. Песня не попала в первую двадцатку чартов Billboard Adult Top 40 и Top 40 Mainstream. «So Pure» не попала в чарт США Billboard Hot 100, но достигла среднего результата в чарте Великобритании. Специальный ремикс «radio friendly» был включен на промосинглы США и был лишь выпущен на австралийской версии сингла.